# Montedidio
Montedidio est un roman italien d'Erri De Luca publié originellement en 2001 et en français le 16 janvier 2002 aux éditions Gallimard. Il a reçu le prix Femina étranger l'année de sa parution en France.

## Historique du roman
Montedidio se présente comme une chronique adolescente dans le Naples de l’après-guerre fortement inspirée du vécu d'Erri De Luca qui a lui-même grandi dans ce quartier populaire de Montedidio.
Le roman reçoit le prix Femina étranger en 2002 puis le prix Attrap'cœur des lycéens des Yvelines en 2014[pertinence contestée].

## Résumé
Dans ce récit à la première personne écrit sur un rouleau de papier donné par don Liborio l’imprimeur, le narrateur effectue sa mue de l’enfance à l’adolescence. Si l’instruction obligatoire va jusqu’à la neuvième, c’est jusqu’à la septième qu’il a étudié pour répondre à l’ambition de son père. Quand ce dernier ne parle que le napolitain, le jeune homme lit déjà l’italien à la bibliothèque. 
13 ans, ce sera l’âge des premiers émois avec Maria la voisine, dont les seins grossissent si vite. Ce sera aussi la découverte du monde du travail chez mast’Errico, l’ébéniste du quartier, les inégalités sociales ayant eu raison des études. Il y partage également les récits de don Rafaniello le cordonnier, dont la bosse dans le dos abrite en réalité des ailes d’ange. Ce dernier nourrit le projet de s’envoler pour la Terre Sainte. On ne répare plus de souliers à Montedidio, le maire les offre pour les élections, un soulier avant le vote et l’autre après.
À la ferveur de la nuit du nouvel an, Don Rafaniello déploie ses ailes d’ange pour prendre son envol et suit la trace laissée dans le ciel par le « boumeran » (boomerang) que le héros s’est longtemps exercé à lancer.

## Éditions
- Éditions Gallimard, 2002  (ISBN 978-2-07-076268-2)[2]
- Coll. « Folio » no 3913, éditions Gallimard, 2003, rééd. 2006,  (ISBN 978-2-07-030270-3), 240 p.

## Adaptation
L’ouvrage a été porté à la scène par Lisa Wurmser au théâtre de l'Atalante à Paris.